# Каплунівський провулок
Каплунівський провулок — провулок у центрі міста Харкова, розташований у Київському адміністративному районі. Починається від вулиці Манізера і йде на північний схід, перетинає вулицю Мистецтв і заходить у вигляді проїзду в наступний квартал. Довжина — 0,220 км.

## Історія і назва
Каплунівський провулок виник у 30-х рр. 19 ст. на місці колишнього Каплунівського міського кладовища при Каплунівській церкві, яке було закрите для поховання в 1822 році, а в 1844 році остаточно ліквідоване. Спочатку ці землі зайняли державні селяни, а в 1860-ті роки міська влада розпочала планування майбутніх вулиць і провулків. Першою офіційною адресою стала Каплунівська площа, потім з'явились Каплунівська вулиця і провулок.
Каплунівський провулок у 1928 р. перейменували на Червонопрапорний на честь 10-річчя РСЧА. У роки німецької окупації (1942—1943 рр.) провулку поверталася історична назва. 20 листопада 2015 року при виконанні закону про декомунізацію провулку повернули історичне ім'я.

## Будинки

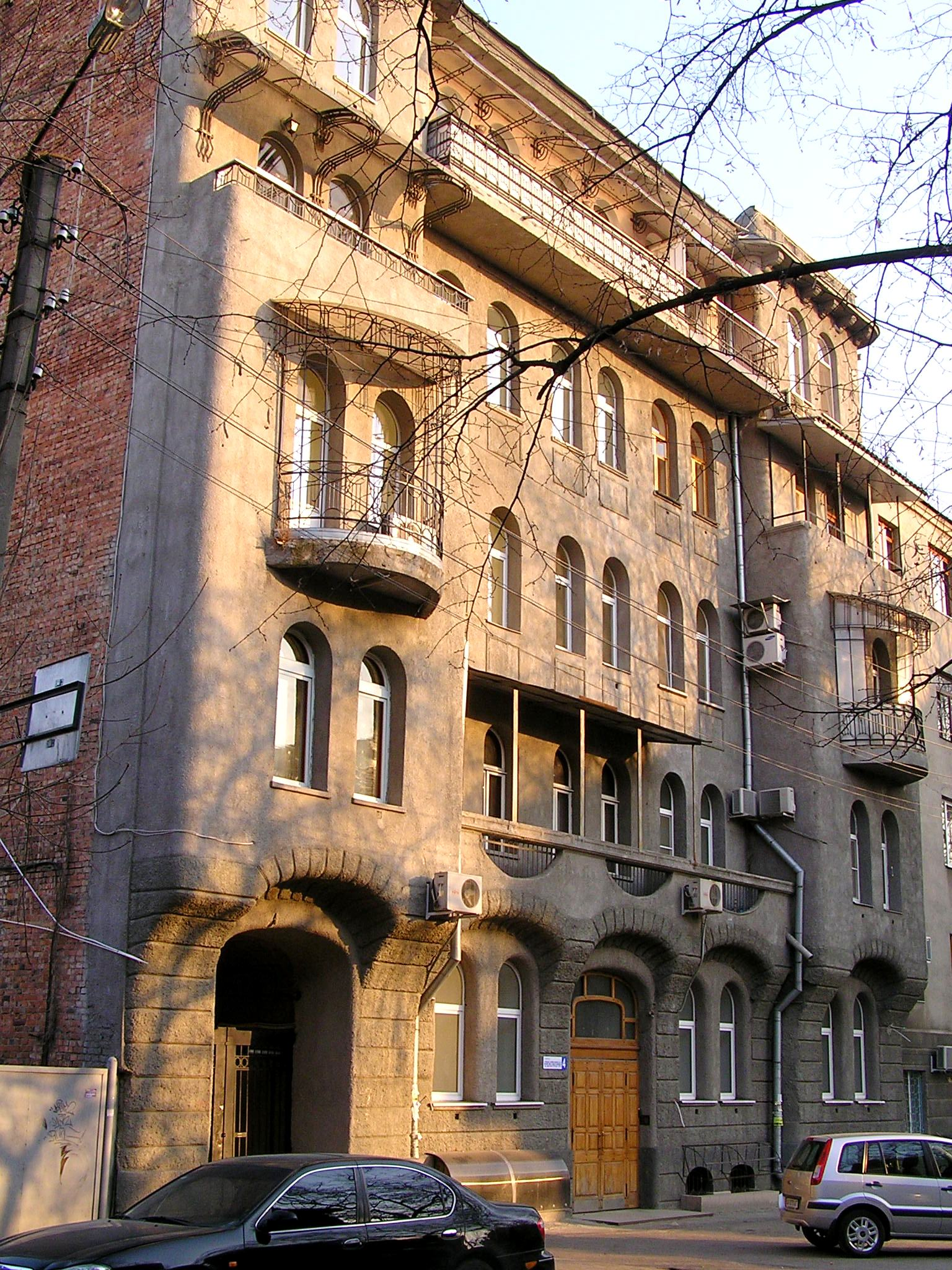
Будинок № 4

- Будинок № 2 — У 1897 році земельну ділянку на цьому місці придбала дружина статського радника і професора Імператорського Харківського університету В. П. Даневського Варвара Павлівна. В тому ж році вона почала будівництво кам'яного двоповерхового житлового будинку з мезоніном. Професор Даневський з дружиною мали четверо дітей і займали квартиру на 2-му поверсі[2].
- Будинок № 4 — Пам'ятка архітектури Харкова, охорон. № 263. Житловий будинок, 1912 рік, архітектор О. М. Гінзбург.
- Будинок № 18 — В одній з комунальних квартир цього будинку мешкав Олег Мітасов, колишній заступник директора магазину, який став своєрідною міською легендою Харкова. Олег Мітасов мав розлади психіки, можливо, хворів на шизофренію. У 1980-х роках Мітасов почав наносити на стіни будинків у районі його проживання численні написи незрозумілого характеру, іноді ставив своє прізвище[4].